# Reaktor RBMK
Reaktor RBMK je ruska kratica za реактор большой мощности канальный (РБМК) oziroma v prostem prevodu kanalni reaktor velike moči.   Opisujejo ga tudi kot dvonamenski reaktor, ker hkrati s proizvodnjo energije v njem lahko pridobivamo tudi plutonij, ki je primeren za izdelavo atomskih bomb. To je zastarel tip jedrskega reaktorja, ki se je gradil samo v Sovjetski zvezi. Do leta 2004 je še vedno delovalo več reaktorjev tega tipa, vendar gradnja novih ni predvidena, zaradi mednarodnega pritiska pa bodo zaprti tudi preostali.
Rekator RBMK je bil višek sovjetskega programa za izdelavo vodno hlajenega reaktorja na osnovi vojaških reaktorjev za izdelavo plutonija, moderiranih z grafitom. Prvi od teh, AM-1, je imel 5 MW moči (30 MW toplotne) in je dovajal energijo Obninsku od leta 1954 do leta 1959.
Z uporabo lahke vode za hlajenje in grafita za moderacijo je možno kot gorivo uporabiti kar navadni uran.  Zaradi tega je možno zgraditi velik jedrski reaktor, ki ne potrebuje ločenih izotopov, kot sta obogateni uran ali težka voda. Žal pa je taka zasnova tudi nestabilna.

## Zasnova
Reaktor RBMK vsebuje 7 metrov dolge navpične cevi, ki tečejo skozi grafitni moderator, hladi jih voda, ki lahko v sredici zavre do 290 °C, približno toliko kot pri vrelovodnem reaktorju. Gorivo je nizko obogateni uranov oksid, vezano v gorivne svežnje dolžine 3,5 m. Z moderacijo, ki jo opravlja večinoma stalni grafit, odvečna vrela voda zmanjšuje hlajenje in absorpcijo nevtronov, ne da bi pri tem prišlo do bistvenega vpliva na potek fisijske reakcije. Zato ima lahko reaktor velik pozitivni koeficient izpraznitve, pri tem pa lahko pride do težave pozitivnega odziva, kar se je zgodilo v Černobilu, kjer je bil reaktor tipa RBMK.
Ker voda, ki odstranjuje toploto iz sredice v reaktorju z lahko vodo, absorbira nekaj prostih nevtronov, ki se ustvarjajo med jedrskimi reakcijami, je potrebno koncentracijo naravnega fisijskega  izotopa uran-235 v uranu v reaktorski sredici povečati preko meje naravnega urana, da lahko zagotavlja normalni potek jedrske verižne reakcije. Zato se za preostanek urana v gorivu uporablja uran-238. Povečanje koncentracije urana-235 v jedrskem gorivu preko meje, ki je v naravnem uranu, se doseže z bogatenjem.
Gorivna sredica za lahkovodni reaktor ima lahko do 3000 gorivnih svežnjev. Sveženj je sestavljen iz skupine gorivnih palic, vsaka pa je napolnjena s peleti uranovega oksida (UO2). Palice so med seboj povezane s končnimi ploščami in kovinskimi distančniki, ki spajajo palice in držijo ustrezno razdaljo med njimi. Gorivno sredico si lahko predstavljamo kot rezervoar toplote, iz katere z jedrskimi verižnimi reakcijami pridobivamo toplotno energijo. Med delovanjem reaktorja se koncentracija urana-235 v gorivu zmanjšuje, ker so ti atomi udeleženi v jedrski cepitvi, ki ustvarja toplotno energijo. Nekateri atomi urana-238 se pretvorijo v atome cepljivega plutonija-239, od teh pa pri nekaterih zopet pride do cepitve in proizvodnje energije. Produkti, ki nastanejo pri reakcijah jedrske cepitve, ostajajo znotraj peletov z gorivom, ti pa nato postanejo produkti, ki absorbirajo nevtrone, imenovane tudi jedrski strupi, ki delujejo tako, da upočasnjujejo hitrost jedrske cepitve in proizvodnje toplote. Ker je delovanje reaktorja stalno, reaktor doseže točko, kjer je padajoča koncentracija cepljivih jeder v gorivu in naraščajoča koncentracija jedrskih strupov nižja od optimalnega ustvarjanja toplotne energije. Reaktor RBMK ima stroj za polnjenje goriva, ki lahko zamenja gorivo med samim delovanjem reaktorja, da lahko reaktor nemoteno proizvaja energijo.

## Pozitivni koeficient izpraznitve
Navadna (lahka) voda precej zlahka vsrka nevtrone. Če odstranimo vodo iz sredice (kar se zgodi takrat, ko voda zavre in jo zamenja para), potem se poveča hitrost jedrske reakcije. Tam, kjer je nevtronski moderator voda, se ta vpliv pokaže kot zmanjšanje moderacije, pri reaktorju RBMK pa je moderator grafit, zato ima hladilna voda pozitiven vpliv na hitrost reakcija. Temu se reče pozitivni koeficient izpraznitve. Reaktor tipa CANDU, ki se ga prav tako lahko polni med obratovanjem, ima tudi pozitivni koeficient izpraznitve, vendar je precej majhen.
Prvotno zasnovani reaktorji RBMK so imeli velik pozitivni koeficient izpraznitve, kar je pomenilo, da je povečanje reaktorske moči vodilo k nadaljnjemu povečanju hitrosti reakcije. Veliki pozitivni koeficienti izpraznitve in energije lahko ustvarijo neobvladljive pogoje, zato niso dovoljeni v drugih reaktorskih zasnovah, vendar pa tega ni bilo možno preprečiti pri reaktorjih RBMK, če bi se naj uporabljal naravni uran kot gorivo.
V reaktorjih RBMK bi se lahko uporabljalo tudi recikliran uran iz predelanega goriva iz tlačnovodnih reaktorjev, ki ima le malo prestale obogatitve. V tej postavitvi je bil tudi nestabilen. Te značilnosti so se pokazale leta 1986, ko je eden od štirih reaktorjev RBMK eksplodiral v Černobilu, kar je bila najhujša civilna jedrska nesreča doslej.

## Zgradba
Zasnova reaktorja RBMK vsebuje več vrst zgradb, ki so potrebne za normalno delovanje. Kot prvo se okoli reaktorja nahaja kovinska struktura, napolnjena z inertnim plinom, da do grafita (ki običajno doseže temperaturo okoli 700 stopinj Celzija) ne pride kisik. Iz reaktorske sredice je potrebno absorbirati sevanje, zato je okoli reaktorja veliko ščitov. Na dnu je betonski blok, ob stranicah pesek in beton ter velik betonski blok na vrhu reaktorja. Veliko reaktorske notranje opreme je pritrjeno na ta vrhnji blok, med drugim tudi cevi z vodo.
Sprva je bila zasnova reaktorjev RBMK narejena za preprečevanje in omiljenje nesreč, ne pa za obvladovanje resnih nesreč. Po nesreči na Otoku treh milj pa je zasnova RBMK zaradi obvladovanja nesreč vsebovala tudi delno varovalno zgradbo (vendar ne pravo reaktorsko zgradbo). Cevi pod reaktorjem so zaprte znotraj neprepustnih škatel, napolnjenih z velikimi količinami vode. Če te cevi počijo, ostane radioaktivni material v teh škatlah. Vendar pa so bili reaktorji RBMK zasnovani tako, da se gorivne palice lahko zamenjujejo med obratovanjem reaktorja, kar koristi tako zamenjevanju goriva kot pri proizvodnji plutonija (za jedrsko orožje). Za to so potrebna velika dvigala nad sredico. Ker je tako reaktor RBMK zelo visoko (okoli 70 metrov), je strošek in težavnost izgraditve tako teke in velike reaktorske zgradbe onemogočil dodatne varnostne zgradbe za cevi na vrhu reaktorja. Žal se je pri nesreči v Černobilu zgodilo, da je pri dovolj velikem pritisku vrh reaktorja eksplodiral in tako odprl vse vrhnje cevi.

## Izboljšave po Černobilski nesreči
Po Černobilski nesreči so preostali reaktorji RBMK delovali z zmanjšanim številom gorivnih palic, ki vsebujejo bolj obogateno gorivo. Tako lahko delujejo bolj varno, vendar pa pri tem prvotni koncept ne velja več. Prav tako so bili izboljšani nadzorni sistemi, predvsem so bile odstranjene grafitne konice pri nadzornih palicah, ki so povzročile trenutno povečanje moči pri prvi vstavitvi palice. Ta zasnova je tudi kriva za sprožitev prve dejanske eksplozije v Černobilski nesreči, ko je prišlo ob pritisku na gumb v sili, da bi se zaustavil podivjan reaktor, do ravno nasprotnega učinka.

## Zapiranja
Od 13 reaktorjev RBMK (od tega je eden še vedno v izdelavi pri Kursku, ki pa po načrtih iz 2012 ne bo nikoli dokončan) so sedaj zaprti vsi štirje reaktorji v elektrarni v Černobilu, prav tako pa sta zaprta oba reaktorja v Ignalini v Litvi.  Arhivirano 2005-10-24 na Wayback Machine.

## Zunanji viri
- Reaktor RBMK Arhivirano 2006-04-28 na Wayback Machine. - Svetovna jedrska zveza
- Tehnični podatki o reaktorju RBMK-1500 v jedrski elektrarni Ignalina - eden zadnjih zgrajenih reaktorjev
- Černobil - Kanadska perspektiva Arhivirano 2012-02-04 na Wayback Machine. (405 KB) PDF - brošura, ki v splošnem opisuje jedrske reaktorje, ter posebej zasnovo RBMK, predvsem glede varnostnih razlik med njimi in reaktorji CANDU. Objavila jo je organizacija CANDU.
- Černobilska nesreča - kako je lahko zasnova RBMK pripomogla k njej.